# Phân họ Chuột nhảy hai chân
Phân họ Chuột nhảy hai chân (tên khoa học Dipodomyinae) bao hàm các loài gặm nhấm đi đứng bằng hai chi sau và có khả năng nhảy cực tốt, tỉ như chuột nhảy hai chân và chuột nhảy hai chân nhỏ. Các loài chuột này là loài bản địa ở các khu vực hoang mạc của miền Tây Nam Hoa Kỳ và nhìn chung, chúng là động vật ăn cỏ, sống chủ yếu trong các hang đào.
Phân họ Chuột nhảy hai chân bao hàm hai chi:
Chi Dipodomys: Chi Chuột nhảy hai chân
- Dipodomys agilis: Chuột nhảy hai chân nhanh nhẹn
- Dipodomys californicus: Chuột nhảy hai chân California
- Dipodomys compactus: Chuột nhảy hai chân duyên hải Vịnh Mexico
- Dipodomys deserti: Chuột nhảy hai chân sa mạc
- Dipodomys elator: Chuột nhảy hai chân Texas
- Dipodomys elephantinus: Chuột nhảy hai chân tai to
- Dipodomys gravipes: Chuột nhảy hai chân San Quintin
- Dipodomys heermanni: Chuột nhảy hai chân Heermann
- Dipodomys ingens: Chuột nhảy hai chân khổng lồ
- Dipodomys merriami: Chuột nhảy hai chân Merriam
- Dipodomys microps: Chuột nhảy hai chân răng đục
- Dipodomys nelsoni: Chuột nhảy hai chân Nelson
- Dipodomys nitratoides: Chuột nhảy hai chân Fresno
- Dipodomys ordii: Chuột nhảy hai chân Ord
- Dipodomys panamintinus: Chuột nhảy hai chân Panamint
- Dipodomys phillipsii: Chuột nhảy hai chân Phillip
- Dipodomys simulans: Chuột nhảy hai chân Dulzura
- Dipodomys spectabilis: Chuột nhảy hai chân đuôi cờ
- Dipodomys stephensi: Chuột nhảy hai chân Stephens
- Dipodomys venustus: Chuột nhảy hai chân mặt hẹp

Chi Microdipodops: Chi Chuột hai chân nhỏ
- Microdipodops pallidus: Chuột nhảy hai chân nhỏ lông nhạt
- Microdipodops megacephalus: Chuột nhảy hai chân nhỏ lông sậm

## Hình ảnh

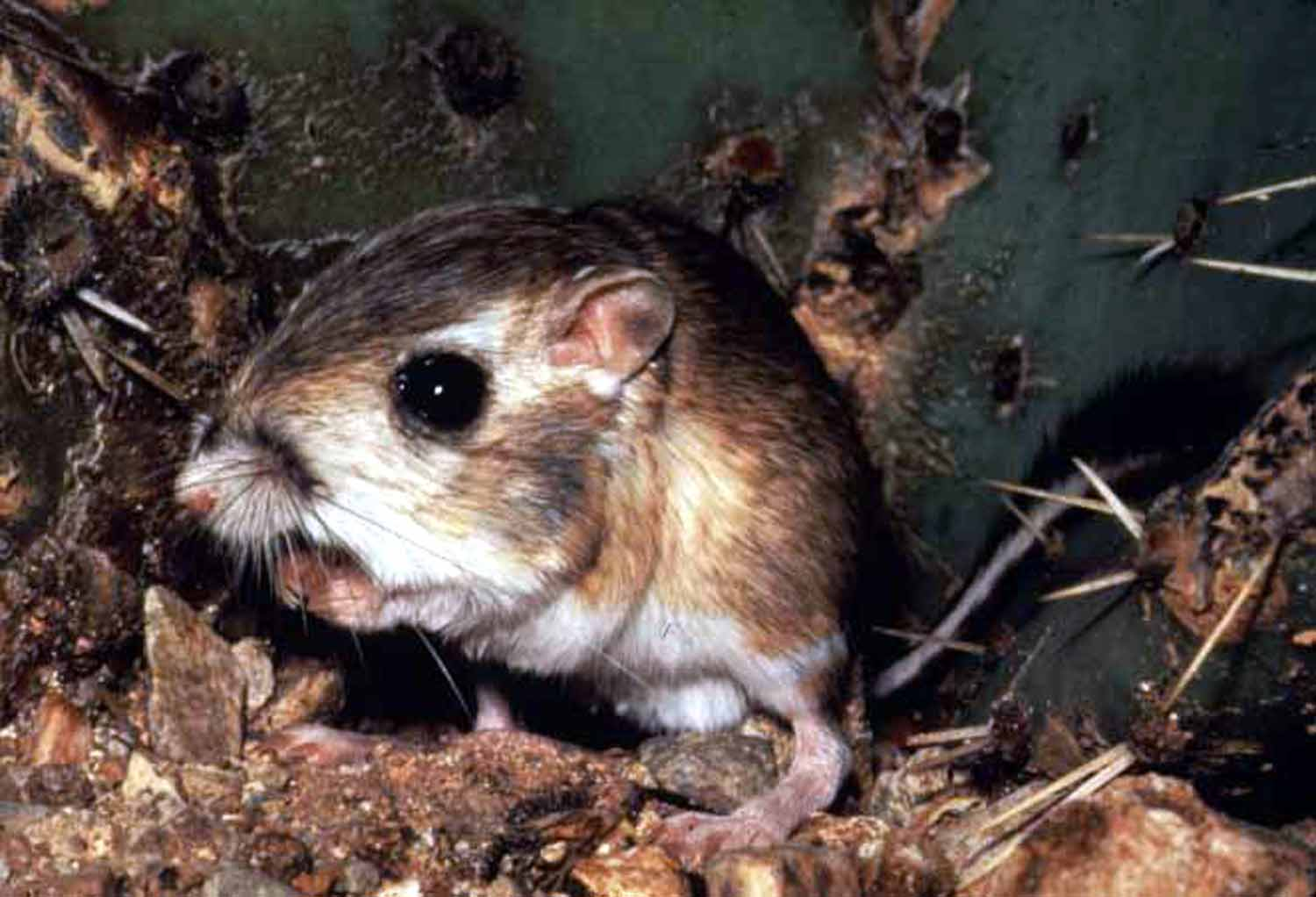
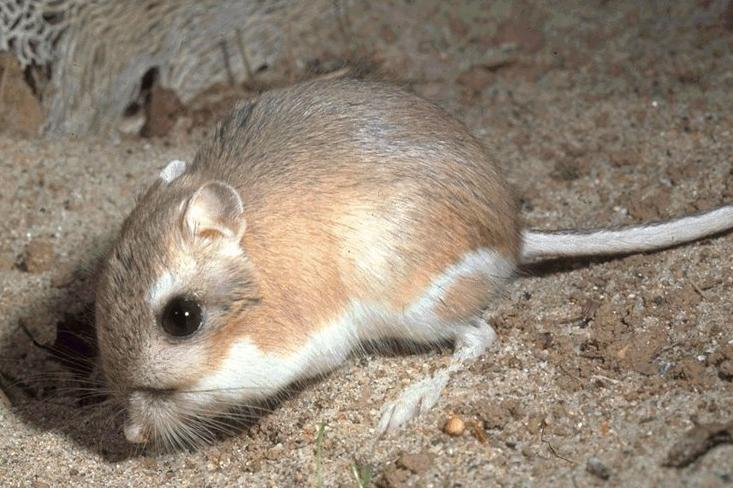